# Mahonia imbricata
Mahonia imbricata là một loài thực vật có hoa trong họ Hoàng mộc. Loài này được Ying & Boufford mô tả khoa học đầu tiên năm 2001.